# TV Assembleia (Rio Grande do Sul)
TV Assembleia, também conhecida como TVAL ou ALTV, é uma emissora de televisão brasileira com sede em Porto Alegre, RS. 
Desde 1991 a Assembleia Legislativa do Rio Grande do Sul vem fazendo o registro das sessões plenárias e distribuindo material de divulgação nas televisões comerciais.
Mas somente em 1996, depois que foi aberta a possibilidade da existência de canais legislativos no Brasil, o canal 16 da NET passou a transmitir ao vivo as sessões plenárias.
Em abril de 2001, com a criação do Departamento de Mídia Eletrônica uma nova dinâmica foi implementada na TV da Assembleia com o objetivo de ampliar a divulgação de todos os atos do legislativos, dando início a consolidação da estrutura da TV Assembleia Gaúcha.O departamento realizou ao longo deste último ano várias atividades no sentido de solidar o veículo TV, e através da tecnologia do satélite conseguiu conectar um número cada vez maior de telespectadores/assinantes.

## História
A TV Assembleia entrou no ar na TV a cabo de Porto Alegre pelo canal 16 da NET em 1996. Transmissão Pela GVT em dezembro de 2014.

## Canais em sinal aberto digital
| Localidade   | Canal virtual |
| ------------ | ------------- |
| Porto Alegre | 11.2          |
| Bagé         | 5.2           |
| Rio Grande   | 8.3           |
| Pelotas      | 21.3          |
| Santa Maria  | 18.3          |

## Lista de Programas da TV Assembleia
- Plenário